# Georges Cuvier
Baron Georges Léopold Chrétien Frédéric Dagobert Cuvier, francoski naravoslovec in paleontolog, * 23. avgust 1769, Montbéliard (tedaj Mömpelgard, Württemberg, Nemčija), Francija, † 19. avgust 1832, Pariz.
Cuvier je bil rojen kot Johann Leopold Nicolaus Friedrich Kuefer. Bil je sin upokojenega častnika iz protestantske družine, ki se je preselila iz Jure na francosko-švicarski meji zaradi verske nevzdržnosti. Že zelo mlad je  spoznal delo Linneja in Buffona. Kasneje je postal eden najvplivnejših naravoslovcev svoje dobe. Zagovarjal je kreacionizem in esencializem, ki sta bila takrat prevladujoči usmeritvi v naravoslovju, ter bil najpomembnejši kritik Lamarckovega razvojnega nauka ter drugih idej o postopnem spreminjanju bioloških vrst.